# Wolcott (Connecticut)
Wolcott es un pueblo ubicado en el condado de New Haven en el estado estadounidense de Connecticut. En el año 2005 tenía una población de 16,228 habitantes y una densidad poblacional de 307 personas por km².

## Geografía
Ashford se encuentra ubicado en las coordenadas 41°36′04″N 72°58′30″O / 41.60111, -72.97500.

## Demografía
Según la Oficina del Censo en 2000 los ingresos medios por hogar en la localidad eran de $61,376 y los ingresos medios por familia eran $67,582. Los hombres tenían unos ingresos medios de $45,682 frente a los $31,964 para las mujeres. La renta per cápita para la localidad era de $25,018. Alrededor del 2.6% de la población estaban por debajo del umbral de pobreza.